# Hua’an

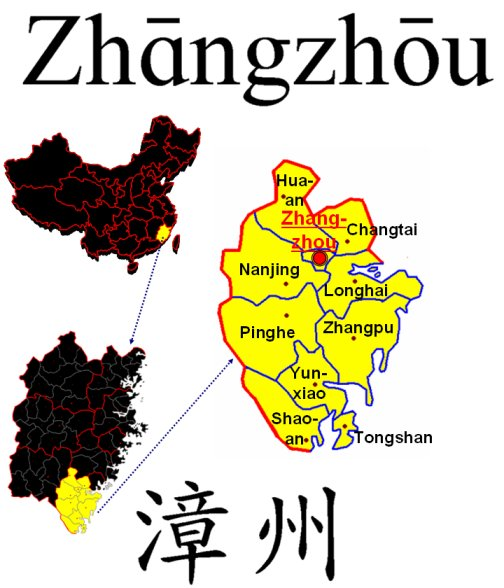
Kreisebene der bezirksfreien Stadt Zhangzhou

Hua’an (chinesisch 华安县, Pinyin Huá’ān Xiàn) ist ein Kreis der bezirksfreien Stadt Zhangzhou in der chinesischen Provinz Fujian. Sein Hauptort ist die Großgemeinde Huafeng (华丰镇). Der Kreis hat eine Fläche von 1.278 km² und zählt 134.276 Einwohner (Stand: Zensus 2020). Die Bevölkerungsdichte beträgt 105 Einwohner/km².
Die Hakka-Siedlungen der „Fujian-Erdgebäude“ (Fujian tulou 福建土楼) und der Nanshan-Palast (Nanshan gong 南山宫) stehen seit 1996 bzw. 2006 auf der Liste der Denkmäler der Volksrepublik China.